# Капустянов, Юрий Михайлович
Юрий Михайлович Капустянов (2 января 1935, Алексеевка, Воронежская область — 12 июля 2014, Липецк) — советский футболист, защитник.

## Биография
Юрий Капустянов родился 2 января 1935 года в слободе Алексеевка Воронежской области (сейчас город Белгородской области).
Занимался футболом в Усмани.
Играл на позиции защитника. Начал карьеру в 1953 году в воронежском «Динамо». Сезон-54 провёл в классе «Б» в составе воронежских «Крыльев Советов».
Следующие четыре года провёл в Севастополе, выступая за ДОФ (с 1957 года — СКЧФ). Провёл 104 матча (в том числе 96 игр в классе «Б»).
В 1959 году перешёл в кишинёвскую «Молдову», выступавшую в элите советского футбола классе «А». В чемпионате СССР сыграл 7 матчей. В следующем сезоне поучаствовал в 13 матчах.
В 1961—1963 годах выступал за волгоградский «Трактор» в классе «Б» и второй группе класса «А».
По ходе сезона-63 перебрался в «Шахтёр» из Кадиевки, игравший в классе «Б», провёл в его составе 10 мячей. В сезоне-64 появился на поле только дважды и завершил игровую карьеру.
Мастер спорта СССР (1958).
На пенсии жил в Липецке.
Умер 12 июля 2014 года в Липецке.